# Mimapomecyna
Genre
Mimapomecyna est un genre de coléoptères de la famille des Cerambycidae.

## Liste d'espèces
Selon Catalogue of Life (25 juillet 2020) :
- Mimapomecyna biplagiatipennis Breuning, 1961
- Mimapomecyna flavostictica Breuning, 1957